# Weiskirchen
Weiskirchen település Németországban, azon belül Saar-vidék tartományban. Lakosainak száma 6334 fő (2023. december 31.).

## Népesség
A település népességének változása:
| Lakosok száma | 6356 | 6373 | 6313 | 6298 | 6354 | 6334 |
|               | 1975 | 2017 | 2019 | 2021 | 2022 | 2023 |